# Kati Székely
Kati Székely (* 2. Dezember 1941 in New York City; als Catherine Székely) ist eine deutsche Schauspielerin und Psychologin.

## Leben
Catherine Székely ist die Tochter des ungarischen Schriftstellers Hans Székely. Sie wurde in New York geboren, wohin die Familie 1938 emigriert war. Während der McCarthy-Ära, in der die Führung, die Mitglieder und die Sympathisanten der Kommunistischen Partei der USA von der US-Regierung verfolgt wurden, ging der „unamerikanische Linkssympathisant“ Hans Székely mit seiner Familie nach Mexiko, wo die Künstlerin einen Teil ihrer Kindheit verbrachte. 1956 zog die Familie nach Potsdam, wo der Vater fortan als Drehbuchautor für die DEFA arbeitete.
Als Jugendliche verkörperte Székely die Hauptrolle der Anne Frank in dem Bühnenstück Tagebuch der Anne Frank am Deutschen Theater Berlin unter der Regie von Emil Stöhr. Székely besuchte die Staatliche Schauspielschule und wurde von Film und Fernsehen entdeckt. Im mehrteiligen Fernsehfilm Das grüne Ungeheuer (1962) spielte sie die Chabelita an der Seite von Jürgen Frohriep, den sie später in zweiter Ehe heiratete. 1965 verkörperte sie im ersten DEFA-Indianerfilm Die Söhne der großen Bärin nach dem gleichnamigen Roman von Liselotte Welskopf-Henrich die Schwester des jungen Dakota-Häuptlings Tokei-ihto an der Seite von Gojko Mitić. Einer ihrer bedeutendsten Filme war der erste Film über die Mauer: … und deine Liebe auch mit Armin Mueller-Stahl.
Nach der Heirat mit Jürgen Frohriep gab die Künstlerin die Schauspielerei auf und studierte Psychologie. Mit der Wende und den ausbleibenden Rollenangeboten litt Frohriep an Depressionen und gab sich verstärkt dem Alkohol hin, so dass sie sich von ihm trennte und in die Schweiz zog, wo sie unter dem Namen Kati Székely-Frohriep als Psychotherapeutin eine eigene Praxis eröffnete. Neben dieser Tätigkeit hält sie auch Vorträge unter anderem zu der Fragestellung „Spiritualität und Psychotherapie – geht das zusammen?“
Aus erster Ehe mit dem Schauspieler Hans-Edgar Stecher hat sie einen Sohn, den Schauspieler Thomas Stecher. Aus der Ehe mit Jürgen Frohriep gehen vier gemeinsame Kinder hervor (Daniel, David, Dana und Deborah Frohriep).

## Filmografie
- 1958: Das Tagebuch der Anne Frank (TV)
- 1960: Trübe Wasser
- 1962: … und deine Liebe auch
- 1962: Das grüne Ungeheuer (TV-Mehrteiler)
- 1963: Die rote Kamille (TV)
- 1966: Die Söhne der großen Bärin
- 1966: Der Staatsanwalt hat das Wort: Der Rosenkavalier (TV-Reihe)
- 1967: Der Mann aus Kanada (TV)
- 1970: Schüsse unterm Galgen

## Hörspiele
- 1960: Rolf Schneider: Affären (Irene) – Regie: Werner Stewe (Hörspiel – Rundfunk der DDR)